# 烟袋镇
烟袋乡，是中华人民共和国四川省甘孜藏族自治州九龙县下辖的一个乡镇级行政单位。

## 行政区划
烟袋乡下辖以下地区：
桤木林村、白岩子村、烟袋村、毛姑厂村和兰铺子村。